# Satuba
Satuba é um município là một đô thị ở bang Alagoas, tọa lạc trong vùng vùng đô thị Maceió.
Dân số năm 2004 ước tính là 14.283 người.